# Daniel Guerra
Daniel Antônio Guerra (Cruz Alta, 27 de julho de 1972) é um político brasileiro. Filiado ao Republicanos, foi prefeito de Caxias do Sul de 2017 até 2019, quando sofreu um impeachment.
Filho de Ignez e Léo Guerra, corregedor da Fazenda, tem seis irmãos. Passou a infância em Caxias do Sul e começou sua vida profissional aos 14 anos como office-boy de um banco. Depois formou-se em Direito e fez especialização em Gestão na Fundação Getúlio Vargas. Foi gestor do BankBoston, onde permaneceu por três anos, aprofundando seus conhecimentos as áreas de economia, finanças, administração, relações humanas e gestão de pessoas. Foi também catequista e ligado aos movimentos cristãos.
Decidiu ingressar na vida pública por convite do então prefeito de Caxias José Ivo Sartori, assumindo a pasta municipal do Turismo em 2005, exercendo o cargo até 2008. No ano seguinte elegeu-se vereador pelo PSDB, sendo reeleito em 2013, ano em que foi expulso do partido. Durante sua passagem pela Câmara criticou o reajuste de salário dos vereadores e devolveu R$ 2.361,05 aos cofres públicos, propôs a criação da Comissão Temporária Especial em Defesa da Vida e da Família, a fim de fiscalizar os programas e políticas públicas para a proteção e garantia dos direitos à vida, da família, da criança e do adolescente, propôs a inscrição de Caxias no programa do governo federal Minha Cidade Inteligente, e promoveu uma Moção de Repúdio contra a aprovação do auxílio-moradia para juízes, procuradores e promotores. Em 2014 concorreu a deputado estadual pelo PRB, mas não venceu.
Em 2016 foi eleito para a Prefeitura de Caxias do Sul em uma coligação com PR e PEN, vencendo no segundo turno o candidato do PDT Edson Néspolo com 62,79% dos votos, tecendo críticas à gestão do prefeito Alceu Barbosa Velho e sustentando uma plataforma de renovação administrativa e inclusão social, centrando seus projetos nas áreas de segurança, saúde, educação e emprego. Seu vice foi Ricardo Fabris de Abreu. Guerra é casado com Andrea Marchetto.
Sua gestão desde o início se caracterizou pela controvérsia e pelo conflito. Antes mesmo da posse foi desencadeado um conflito com o vice-prefeito Ricardo Fabris de Abreu, que alegava estar sendo ignorado nos debates sobre a formação do secretariado, e pediu desligamento do PRB, partido ao qual também pertence o prefeito. As relações entre ambos ficaram mais tensas, Fabris chegou a renunciar mas voltou atrás, não obstante o prefeito determinou a extinção do cargo de vice-prefeito, e em setembro de 2017 o vice abriu um pedido de impeachment do prefeito alegando crime de responsabilidade e improbidade administrativa. A admissibilidade do pedido foi rejeitada e ele não chegou à votação na Câmara, que já havia rejeitado um anterior pedido em maio pelo bacharel em Direito João Manganelli Neto, que alegava crime de responsabilidade. Além disso, Fabris abriu três pedidos de investigação do Ministério Público por improbidade administrativa contra secretários do governo Guerra. Em dezembro um terceiro pedido de impeachment foi levado à Câmara, acusando-o de infrações político-administrativas, crimes de responsabilidades e atos de improbidade administrativa. O prefeito recebeu muitas críticas de outras fontes e várias de suas decisões geraram polêmica. Para o jornalista André Tajes, "o prefeito Daniel Guerra tenta se afastar do rótulo de provocador e de que sua administração não dialoga com classe política, entidades empresariais e a comunidade, mas não consegue". O prefeito negou as acusações e disse manter o diálogo permanentemente aberto com todos os que queiram colaborar para o crescimento da cidade.
Em 2019, depois de seis processos de impeachment fracassados, no sétimo a Câmara de Vereadores cassou seu mandato, com 18 votos a favor, quatro contra e uma abstenção. Segundo o jornalista Celso Sgorla, das quatro denúncias apuradas neste processo, a Comissão Processante recomendava a cassação por três ações: desprezo pelo Conselho Municipal de Saúde, sendo contrário à gestão compartilhada, por meio da transformação do Pronto Atendimento 24 Horas em Unidade de Pronto Atendimento Central, pela proibição da utilização da Praça Dante Alighieri para a tradicional bênção dos freis capuchinhos, e pelo ato discriminatório contra a Parada Livre, que foi impedida de acontecer na Rua Marquês do Herval.